# Frédéric Blanchod
Frédéric Georges Blanchod, dit Fred, né le 29 mai 1883 à Montreux et mort le 26 août 1963 à Genève, est un médecin et grand voyageur suisse, auteur de nombreux récits de voyage.

## Biographie
Après l’école primaire à Monteux, Frédéric Blanchod fréquente le collège secondaire, puis le gymnase classique à Lausanne. Il effectue sa dernière année à Soleure, où il obtient sa maturité en 1902. Cette même année, il entreprend des études de médecine à l’université de Lausanne, où il obtient son diplôme fédéral de médecine en décembre 1907.
Durant ses études, il devient membre de la société d’étudiants Belles-Lettres, où il fait la connaissance de Camille Malan (1874-1929), peintre, musicienne, poète et comédienne, qu’il épouse en 1908.
Après divers stages en Allemagne et en France, Blanchod est nommé lieutenant médecin à la caserne de Bière en novembre 1908. Il s'établit dans ce village et y ouvre un cabinet médical en 1909. Pendant la Première Guerre mondiale, entre 1915 et 1919, il effectue plusieurs missions pour le CICR, notamment au Maroc, en France, en Allemagne, en Corse, en Égypte et aux Indes.
Dès 1928, Blanchod s’installe à Lausanne et y ouvre la clinique, La Rosière. Son épouse Camille décède en décembre 1929. Une année plus tard, en son souvenir, il fait don de vitraux à la chapelle catholique de Bière. Son premier livre, Voyage autour du monde, paraît en 1928, puis, après une expédition en Afrique occidentale française, il publie La Randonnée africaine en 1932. La même année, il épouse Marie-Joséphine Bianchetti (1895-1965). Leur fille Camille naît en avril 1933.
En 1934, Blanchod ouvre à Lausanne la clinique Bellevue. Il la dirige et y travaille jusqu’à son décès en 1963. En 1935, ce mélomane s’investit pour sauver l’Orchestre de la Suisse romande, créé par son ami Ernest Ansermet en 1918. En 1936-1937, il participe à une expédition en Afrique orientale, en compagnie du Dr Édouard Wyss-Dunant, médecin, alpiniste et écrivain genevois. Au Paradis des grands fauves - Voyage dans l’Est africain paraît en décembre 1937.
Dès la fin des années 1930, Blanchod présente de nombreuses conférences et participe  des émissions radiophoniques régulières à Radio Lausanne. Cette série, Le Globe sous le bras, dure jusqu’en 1955.
Durant la Seconde Guerre mondiale, Blanchod, médecin-major à l’armée, n’entreprend aucun voyage, mais publie trois livres : Escale chez les pêcheurs de perles (1942), Dans l’Asie des hommes bruns (1942) et Les Mœurs étranges de l’Afrique noire (1943).
En 1947-1948, Blanchod effectue encore un voyage de trois mois en Asie du Sud-Est. Un livre en rendra compte en 1950 : Voyage aux îles Fortunées. Insulinde et Moluques. En 1949, il publie La Randonnée asiatique. En 1951-1952, son dernier grand voyage l’emmène au Japon, en Corée, puis aux États-Unis. Vagabondage au Japon paraît en 1953.
Fred Blanchod décède le 26 août 1963 à l’hôpital de Genève, après une courte maladie.

## Autres publications
- Le Distomum hepaticum chez l’homme, Frankfurter, Lausanne, 1909.
- Consultations du médecin-praticien - Guide de pratique médico-chirurgicale journalière, éd. Baillière et fils, Paris, 1925.
- Rapports de missions au CICR. Textes publiés par le Comité International de la Croix-Rouge (CICR) dans la Collection des Documents publiés à l’occasion de la guerre de 1914-1919"", éd. Georg, Genève et Fischbacher, Paris, 1915-1920.